# Khwee
Khwee est une ville du Botswana.